# Fiat Abarth 030
La Fiat Abarth 030, anche detta Abarth SE 030, è un prototipo da competizione prodotto dalla Abarth nel 1974, in collaborazione con FIAT e Pininfarina.

## Il contesto
Allo scopo di sostituire l'ormai anziano modello 124 Sport Coupé, nel 1972 la FIAT aveva avviato il progetto X1/20, la cui presentazione era prevista per il Salone dell'automobile di Torino del 1974, affidando lo studio della linea alla Pininfarina e la costruzione del telaio alla neoacquisita Abarth.
Tuttavia, la dirigenza della casa italiana era piuttosto restìa a mettere in listino una vettura a vocazione corsaiola; ciò anche alla luce dei risultati ottenuti dagli ultimi due modelli sportivi 128 Coupé e X1/9, caratterizzati da elevati contenuti ingegneristici e costruttivi, ma accolti tiepidamente dal mercato.

## Storia

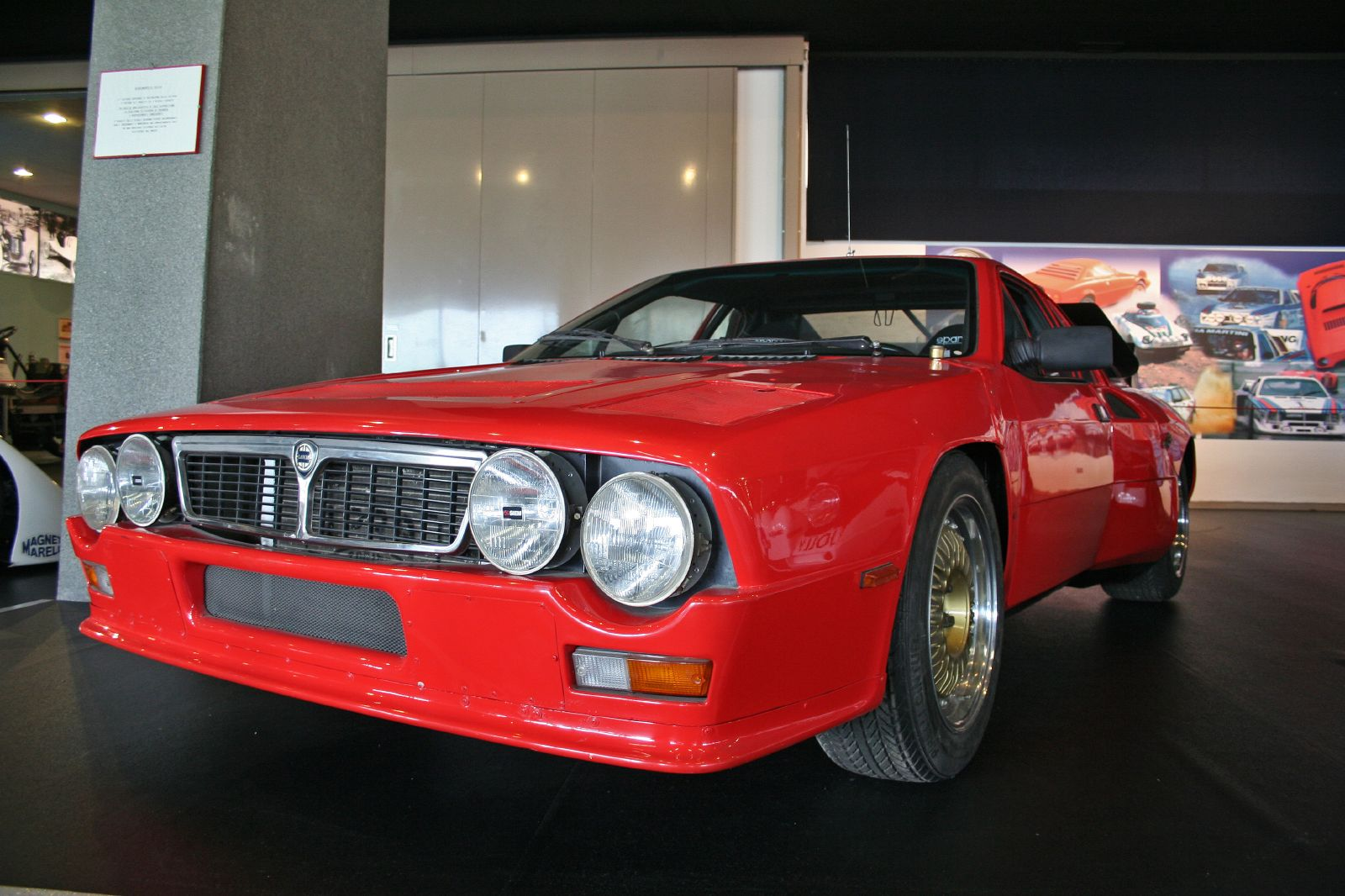
Il prototipo SE 037 del 1980, diretta evoluzione della SE 030 del '74. Lo sviluppo, molto avanzato, porta l'auto a mostrare già le insegne Lancia, in quella che diverrà la Rally 037.

La sinergia tra FIAT, Abarth e Pininfarina diede buoni frutti e, sul finire del 1973, i primi prototipi erano in fase di realizzazione piuttosto avanzata. Visto l'anticipo sui tempi, era stato deciso di allestire uno speciale modello da competizione per farlo partecipare, a scopo promozionale, al Giro automobilistico d'Italia, una gara che si componeva di prove su strada e in circuito, al tempo molto seguita dagli appassionati di tutta Europa. Completata la versione da gara e venuto il momento di iscriversi alla gara, nessuna decisione era stata presa circa il futuro del progetto X1/20.
Fu così che la vettura venne iscritta al Giro automobilistico d'Italia del 1974, sotto il nome di Abarth SE 030. Condotta dall'equipaggio Giorgio Pianta e Cristine Becker, colse un considerevole secondo posto assoluto, alle spalle della Lancia Stratos Turbo guidata dalla coppia Andruet-Biche.
Successivamente presentata in veste ufficiale al Salone di Torino del '74 come Fiat Abarth 030, la vettura venne poi prodotta in versione stradale e commercializzata a partire dal 1975, stavolta sotto le insegne Lancia (altro marchio del gruppo torinese), e col nome di Beta Montecarlo. Lo sviluppo della 030 proseguì, evolvendosi nel 1980 nel modello Abarth SE 037, in seguito trasformatosi all'inizio degli anni 1980 nella plurivittoriosa Lancia Rally 037.

## Descrizione
Le scocche realizzate furono due (n. 300 e 301), ma non risulta che la seconda vettura sia stata impiegata nelle competizioni. Sia l'aspetto della carrozzeria che la configurazione tecnica "tutto dietro" (motore in posizione posteriore, come pure la trazione) anticiparono quelle dalla futura Lancia Beta Montecarlo, anche se con importanti differenze.
Il propulsore è derivato dal 6 cilindri 3.200 della Fiat 130, che venne opportunamente elaborato dalla Abarth aumentando la cilindrata, irrobustendo gli alberi a camme e variando il sistema di alimentazione con l'inserimento di 3 carburatori doppio corpo Weber 48 IDF. Le modifiche portarono la potenza a superare abbondantemente i 250 CV.
Come già accennato, il motore venne montato posteriormente, ma fu necessario inserirlo in posizione longitudinale allo scopo di poter utilizzare il gruppo cambio-differenziale prodotto dalla ZF, del medesimo tipo già utilizzato per equipaggiare la De Tomaso Pantera.
La vettura guidata da Giorgio Pianta è stata acquistata nel 1979 dal pilota e importatore Abarth americano Alfred Cosentino.